# Trioceros balebicornutus
Trioceros balebicornutus  es una especie de lagarto iguanio de la familia de los camaleones, endémica de Etiopía.

## Distribución y hábitat
Se distribuye únicamente en la selva de Harenna en la vertiente sur de las montañas de Bale situada en el sureste de Etiopía. Su rango altitudinal oscila entre 1500 y 2400 m s. n. m. 
Su hábitat natural, la selva de Harenna, se compone de bosque tropical afromontano de hoja ancha, con Aningeria adolfifrederici, Podocarpus latifolius, Hagenia abyssinia y Schefflera abyssinia como vegetación dominante.